# Harenda
Harenda – dzielnica Zakopanego, jego część najbardziej wysunięta na północny zachód.

## Charakterystyka
Harenda to część miasta położona między dwoma wzniesieniami; Rafaczańską Grapą a Bachledzkim Wierchem. Pośrodku przepływa rzeka Zakopianka. Położenie na obrzeżach miasta spowodowało, iż Harenda stała się swoistym zwornikiem między Zakopanem, a urbanizującym się Poroninem. Harenda graniczy od północy z Poroninem, od północnego zachodu z Suchem (Rafaczówki), a od wschodu z Olczą (Wojdyły).
Ta część miasta zawdzięcza swoją nazwę największemu okolicznemu osiedlu o tej samej nazwie, które od dekad stanowiło centrum okolicy. Mieszcząca się na Harendzie Szkoła Podstawowa nr 9 im. Jana Kasprowicza oraz parafia pod wezwaniem św. Jana Apostoła i Ewangelisty swoim zasięgiem obejmują, oprócz ulicy Harenda dodatkowe siedem osiedli: Króle, Zwijacze, Łosiówki, Ustup, Guty, Bachledy, Spyrkówkę i tworzą wraz z osiedlem Harenda naturalną dzielnicę miasta.

## Historia

### Początki
Można sądzić, iż początki osadnictwa na obszarze dzisiejszej Harendy sięgają przełomu XVI i XVII wieku, jednak nie zachowały się do dziś żadne zabudowania z tego okresu. Pierwsze przysiółki powstawały tuż przy brzegu potoku nazywanego dzisiaj Zakopianką, na jego prawym brzegu, tuż przy granicy z Olczą. Pierwsi osadnicy zajmowali się głównie rolnictwem i pasterstwem, do którego panowały idealne warunki na Rafaczańskiej Grapie czy Bachledzkim Wierchu. Zajmowano się głównie uprawą owsa, żyta, ziemniaków czy lnu. Prawdopodobnie, Harenda stanowiła dawniej samoistną osadę, która to podobnie jak sąsiednia Olcza została przyłączona do większej, rozrastającej się wsi – Zakopanego.

### Epizod Kasprowicza
W XX wieku Harendzianie zaczęli coraz bardziej otwierać się na zewnątrz. Najlepszym tego przykładem jest powstanie willi w stylu zakopiańskim, wybudowanej przez Jana Klusia Fudalę, okolicznego cieślę w 1920 r. na zlecenie brytyjskiej malarki Winnifred Cooper. W 1923 r. Brytyjka odsprzedała dom poecie Janowi Kasprowiczowi, gdzie mieszkał przez kolejne trzy lata wraz ze swoją małżonką, Marią Kasprowiczową z domu Bunin. To właśnie Kasprowicz nazwał ową willę "Harendą", czym przyczynił się do powstania punktu odniesienia dla osiedla i całej dzielnicy. W 1933 r. obok willi powstało granitowe mauzoleum projektu Karola Stryjeńskiego, do którego przeniesiono prochy Kasprowicza. W 1950 r. Kasprowiczowa przekazała Ministerstwu Kultury część pomieszczeń na muzeum, pełniąc do 1968 r. funkcję kustosza.

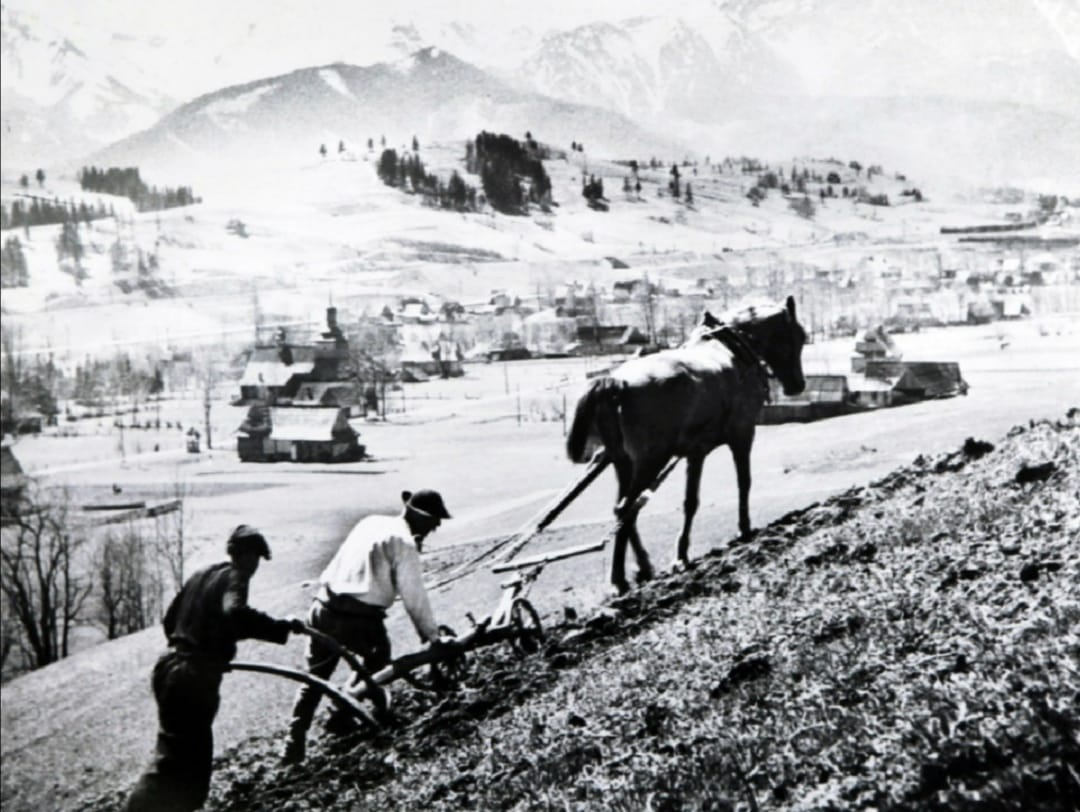
Harenda. Przełom lat 40. i 50. XX wieku

### Powstanie kościoła i parafii
Na początku lat 40. XX wieku pojawił się pomysł ustanowienia kościoła na terenie Harendy, pomysłodawcami byli ks. Jan Hyc oraz ks. Marduła. Po uzyskaniu zgody, Maria Kasprowiczowa zobligowała się przekazać część swojej własności na rzecz nowego kościoła. Władysław Jarocki, zięć Jana Kasprowicza, wystosował zamiar objęcia pieczy nad procesem przeniesienia i rekonstrukcji świątyni z Zakrzowa, położonego nieopodal Kalwarii Zebrzydowskiej. Proces przenoszenia i rekonstrukcji trwał kilka lat, zakończył się między 1947 a 1948 r.
Konsekracja kościoła odbyła się 6 sierpnia 1950 r. Na początku kościół nie posiadał własnego duszpasterza i pełnił funkcję świątyni filialnej parafii Św. Rodziny. Zmieniło się to w 1960 r., gdy biskup Karol Wojtyła mianował pierwszego duszpasterza parafii. W 1982 r. powstała oficjalna, samodzielna parafia na Harendzie.

### Początki branży turystycznej
W późniejszym czasie Harenda zaczęła stawać się okolicą coraz bardziej otwartą na turystykę. Powstawało coraz więcej pensjonatów, domów wczasowych czy karczm, przeznaczonych dla turystów z całej Polski. Nawet zagorzali gazdowie zaczęli dostrzegać korzyści płynące z turystyki i nie chcąc porzucać swojego rolniczego stylu życia, często będącego dla nich źródłem utrzymania, chętnie wynajmowali choć jeden pokój przyjezdnym gościom. Jedna z teorii mówi, że harendziański przysiółek Ustup nosi swoją nazwę od znajdującego się w okolicy pensjonatu U stóp Tatr, chociaż teoria ta nie jest w pełni potwierdzona.

## Geografia

### Wysokość
Z powodu faktu, iż dzielnica położona jest na obszarze górzystym; u podnóża obu zbocz, a także również i na nich, określenie dokładniej wysokości nie jest możliwe. Można założyć natomiast, iż Harenda położona jest na wysokości od 750 do 980 m n.p.m. Wysokość różni się w zależności od konkretnych miejsc; kościół na Harendzie położony jest na wysokości około 774 m n.p.m., koliba (bacówka) na Zwijaczach – 876 m, a górna stacja wyciągu narciarskiego – prawie na 970 m. Jednak większość zabudowań mieszkalnych położona jest na wysokości od 750 do 850 m.

### Informacje ogólne
Harenda położona jest na obszarze górzystym, pagórkowatym, na którym dominują wzniesienia. Tereny położone na Rafaczańskiej grapie czy Bachledzkim Wierchu pełnią funkcję rolniczą, a przestrzenie położone u podnóża tychże wzniesień to obszary zabudowane. Na zboczu Rafaczańskiej Grapy dominują tereny zielone, idealne pod wypas owiec. Latem, właściciele gruntów, kosząc bujną trawę na zboczu, zaopatrują swe zwierzęta hodowlane w siano; Rafaczańska Grapa w tym okresie pełna jest kop trawy czekającej na suszenie. Na Bachledzkim Wierchu podobne zabiegi są dość ograniczone, gdyż dostęp na wzniesienie staje się z roku na rok coraz bardziej utrudniony; problemem jest ciągle przejezdna Zakopianka, a także linia kolejowa, na której przejazdy są od ostatniego czasu zamykane, a ich liczba została ograniczona do jednego głównego znajdującego się na osiedlu Bachledy – jest to jedyny przejazd umożliwiający dostanie się na Bachledzki Wierch ciągnikiem rolniczym. Obydwa wzniesienia jednak, niezależnie od trudności dostępu, pełnią funkcję rolniczą, na których znajdują się liczne łąki.
Na zboczach Rafaczańskiej Grapy znajduje się Ośrodek Narciarsko-Rekreacyjny Harenda, będący obok kościoła św. Jana i muzeum Jana Kasprowicza jednym z ważniejszych obiektów turystycznych na Harendzie.